# نايف الفهادي
نايف بن مرزوق بن مانع الفهادي (1973م) دبلوماسي سعودي، والسفير الحالي للمملكة العربية السعودية في اليابان مُنذ تعيينه في 10 فبراير 2019م.

## حياته
محامي سعودي عمل في الخدمات المالية وتأسيس الكيانات، وسبق له العمل في حوكمة وإستراتيجيات تحوّل القطاع العام. حاز على شهادة البكالوريوس مع مرتبة الشرف في الدراسات المقارنة عام 1999م من جامعة ميازاكي في اليابان ثم حصل على شهادة الماجستير في القانون من جامعة مونش في ميلبورن بأستراليا.

## قبل منصب السفير
كان عضواً في مجلس الشورى السعودي في دورته السادسة وترأّس خلال تلك الفترة وفد مجلس الشورى للنواب الشباب الذي انعقد في طوكيو في مايو 2015م. وقبل ذلك كان يعمل مستشاراً للقيادات الرسمية، كما أنه عضو في عدد من مجالس الإدارات لمؤسسات القطاعين العام والخاص. إضافة إلى عضويته في مجلس إدارة مسك المعنية بصقل القدرات القيادية لجيل المستقبل في المملكة. هو مؤسس مكتب نايف للقانون التجاري، ومؤسس جي. آر. سي الاستشارية المتخصصة في الحوكمة وإدارة المخاطر والالتزام في المملكة العربية السعودية. قبل ذلك عمل نايف مستشاراً عاماً للإن سي بي كابيتل، الذراع المالي للبنك الاهلي التجاري، وقبلها باحثاً بلجنة تسوية المنازعات المصرفية بمؤسسة النقد العربي السعودي، وقبلها كان عضوَ هيئة التدريس بالمعهد المصرفي المالي [بحاجة لمصدر].